# Аед Варіднах
Аед Варіднах мак Домналл — (ірл. Áed Uaridnach mac Domnaill) — Аед мак Домналл, Аед Аллан — верховний король Ірландії. Роки правління: 601—607. За іншими даними помер у 612 році. Син Домналла Ілхелгаха (ірл. — Domnall Ilchelgach) (помер у 566 році). Брат Еохайда Домнайлла (ірл. — Eochaid mac Domnaill) (помер у 572 році) [4]. Належав до північної гілки королівської династії О'Нілів — Кенел н-Еогайн (ірл. — Cenél nEógain). Аед Варіднах мак Домналл був королем Айлеха (ірл. — Ailech) у 604—612 [7] роках або у 601—607 роках [1](за різними джерелами).

## Повідомлення літописів

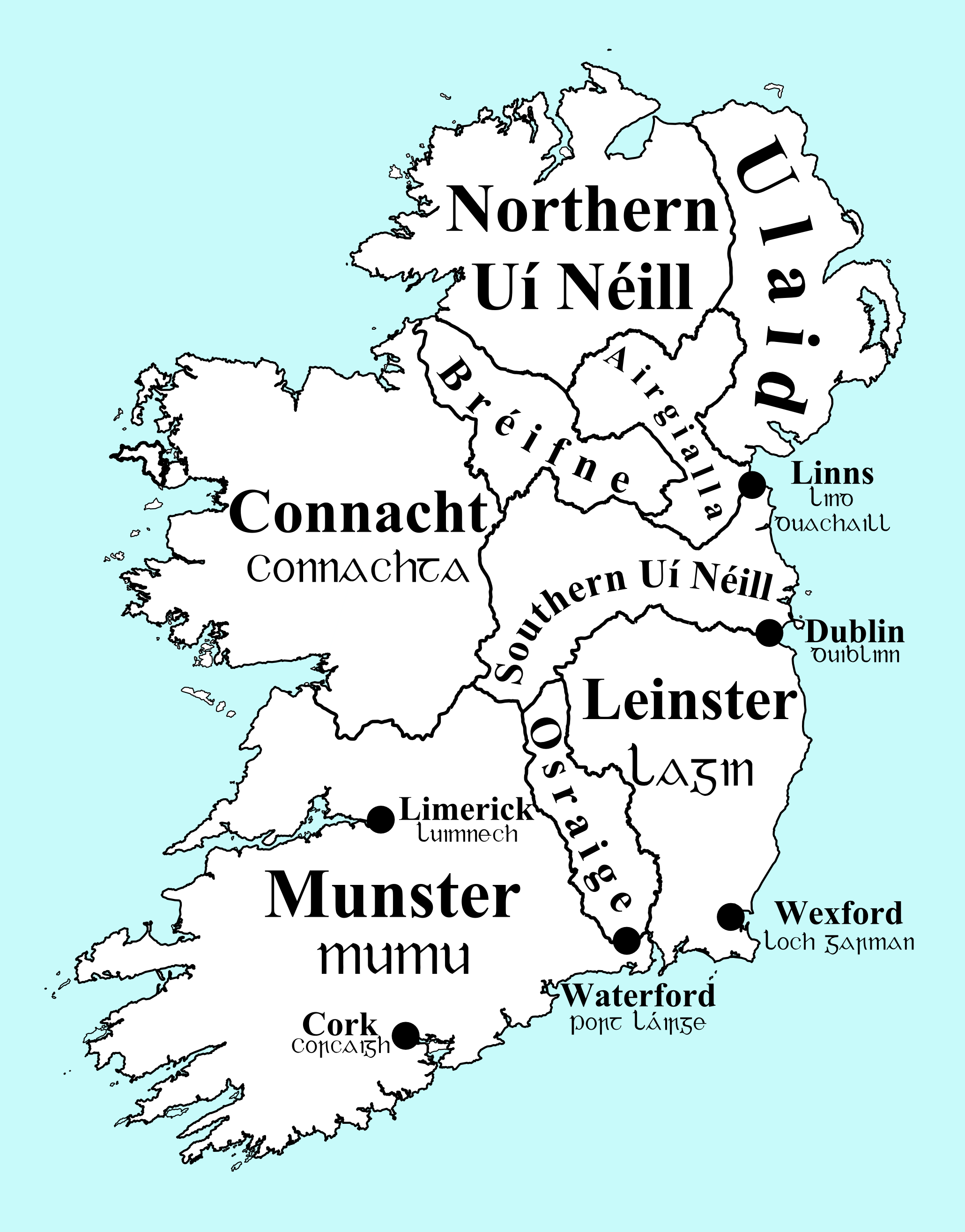
Карта Ірландії в добу раннього середновіччя. Показані особисті володіння північних та південних О'Нілів.

Аед Варіднах мак Домналл згадується в ранніх ірландських літописах та ранніх списках верховних королів Ірландії, в тому числі і в «Видінні Конна» (ірл. — Baile Chuind), що було написане на думку істориків в кінці VII століття.

## Правління
У 605 році Аед Варіднах мак Домналл переміг короля Лейнстеру Брандбуда мак Ехаха (ірл. — Brandub mac Echach) (помер у тому ж 605 році) в битві під Слабра (ірл. — Slabra) [1]. Королівство Лейнсер часто було ворогом верховних королів Ірландії з династії О'Нілів. Зокрема О'Ніли продовжували вимагати від васального королівства Лейнстер важку данину худобою — «борома», яку Лейнстер вперто відмовлявся платити. «Літопис Тігернаха» вказують на початок правління Аеда Варіднах мак Домналла власне після цієї події [2].

## Смерть
Причини смерті короля Аеда Варіднах мак Домналла лишаються невідомими — рідкісний випадок в ірландських літописах. Імовірно, він помер своєю смертю. Є дані, що некролог короля Аеда Варіднах мак Домналла говорить про ненасильницьку смерть.

## Нащадки
Аед Варіднах мак Домналл пов'язаний з такими гілками королівського роду О'Нілів як Кенел Ферадах (ірл. — Cenél Feradach), Суйбне Менн (ірл. — Suibne Menn), Кенел макь Ерке (ірл. — Cenél maic Ercae). Його правнук — Фергал мак Маеле Дуйн (ірл. — Fergal mac Máele Dúin) був верховним королем Ірландії. Його син — Маел Фіхріх мак Аедо (ірл. — Máel Fithrich mac Áedo) (помер у 630 році) був королем невеликого ірландського королівства Айлех.